# Фракціонування
Фракціонува́ння (англ. fractionation) — градієнтне розділення суміші речовин (газів, рідин, ізотопів) на фракції, кожна з яких відокремлюється у вузькому інтервалі умов (температури, тиску тощо).
Фракціонування застосовують у нафтовій і газовій промисловості для одержання бензину, гасу та інших продуктів. Також його застосовують для розділення нестабільного газового бензину на окремі компоненти. В основі такого фракціонування лежить метод ректифікації (рідин) та низькотемпературної сепарації або масляної абсорбції (газів). Оскільки потрібно забезпечити чітке розділення вихідної сировини на компоненти, температура кипіння яких різниться незначно, фракціонування здійснюють в декілька ступенів, на кожній з яких сировина поділяється на два компоненти: висококиплячий і низькокиплячий.
Фракціонування дозволяє позбавитися шкідливих домішок і виділити тільки основний газ для подальшого зрідження. При тиску 1 атм температура переходу в рідкий стан метану -163 °С, у етану -88 °С, у пропану -42 °С, а у бутану -0,5 °С.

## Різновиди
- ФРАКЦІОНУВАННЯ МІНЕРАЛІВ — розділення мінералів на важку й легку фракції за допомогою важких рідин.

- Екстракційне фракціювання (англ. extraction fractionation) У хімії полімерів — процес, в якому полімерний матеріал, різні макромолекули якого мають різні характеристиками, що впливають на їх розчинність, відділяється від полімерної фази у фракції послідовним збільшенням розчинної здатності розчинника.